# Prazniki
Prazniki so naselje v Občini Velike Lašče.